# Municipalità aborigena di Gerard
La municipalità aborigena di Gerard è una Local Government Area che si trova in Australia Meridionale. Essa è controllata dalla popolazione aborigena, si estende su una superficie di 85,9 chilometri quadrati e ha una popolazione di 96 abitanti. La sede del consiglio si trova a Winkie, al di fuori dei confini dell'LGA.